# Lost in Starlight
Lost in Starlight (이 별에 필요한?, I byeor-e pir-yohanLR; lett. "Ciò che serve a questa stella") è un film del 2025 diretto da Han Ji-won.

## Trama
Quando un astronauta decide di lasciare la Terra per Marte, l'infinito metterà a dura prova la felicità di due amanti sfortunati.

## Distribuzione
Il film è stato distribuito sulla piattaforma Netflix a partire dal 30 maggio 2025.